# Básthy Imre
Ó- és egyházasbásthi Básthy Imre (1839 körül – Debrecen, 1871. május 12.) szerkesztő, író.
Debrecenben volt lapszerkesztő és regényíró. 1871-ben hunyt el, 32 éves korában.

## Munkái
- Dalok és elbeszélések a népnek. Debreczen, 1869. (Hortobágyi névvel.)
- Tavaszi ibolyák. (Költemények.) Balassagyarmat, 1867.
- Egy pápa a XIX. századból. Humorisztikus regény. Debreczen, 1871.

Szerkesztette a Tiszavidék című lapot Debreczenben 1871. január 1-jétől április 2-áig; melyben: Egy nő, két férj címmel hosszabb elbeszélése jelent meg.